# Хидака (провинция)

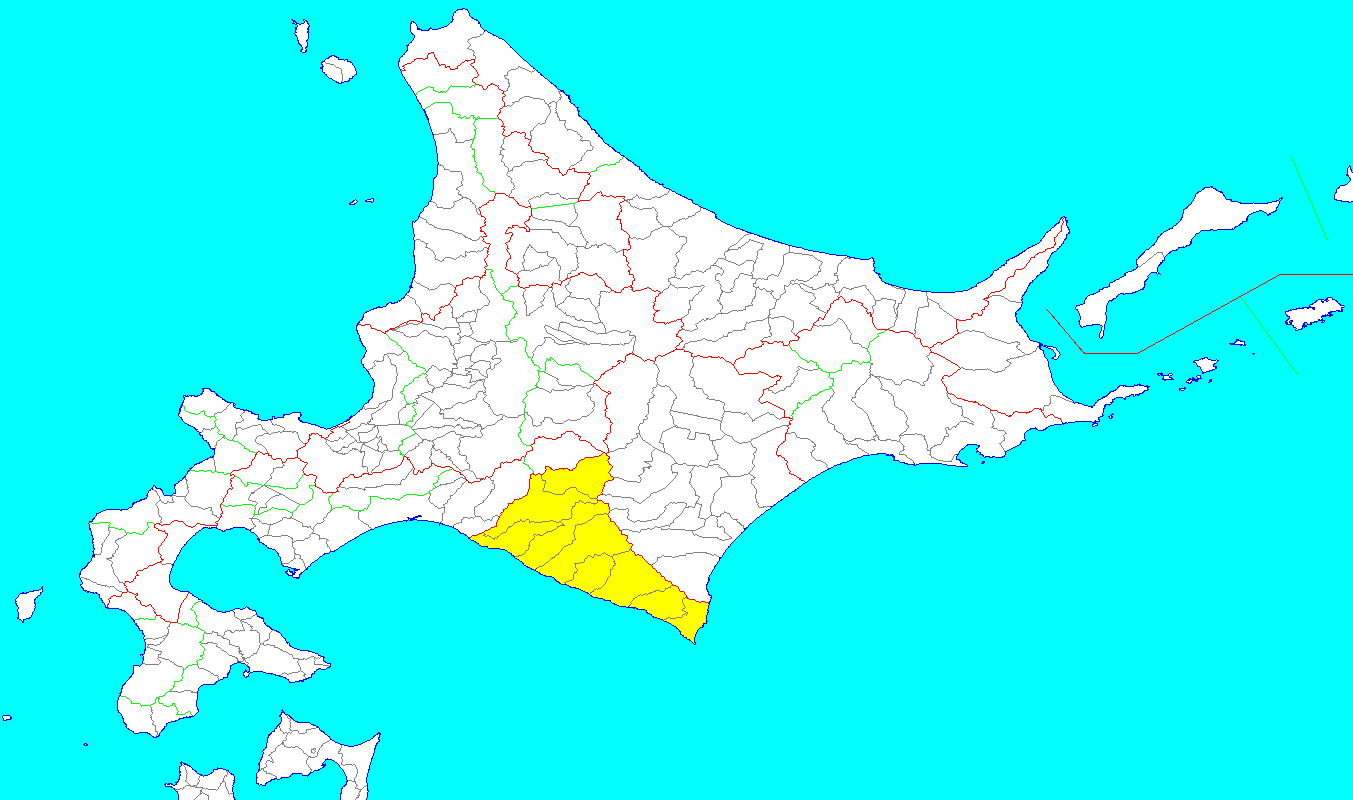
Провинция Хидака на карте Хоккайдо (выделена жёлтым).

Провинция Хидака (яп. 日高国 хидака но куни, «Страна Хидака») — историческая провинция Японии на острове Хоккайдо, существовавшая в 1869—1882 годах. Соответствует современной области Хидака префектуры Хоккайдо.

## Уезды провинции Хидака
- Мицуиси (яп. 三石郡)
- Ниикаппу (яп. 新冠郡)
- Самани (яп. 様似郡)
- Сару (яп. 沙流郡)
- Сидзунаи (яп. 静内郡)
- Уракава (яп. 浦河郡)
- Хороидзуми (яп. 幌泉郡)